# Dexhowardia
Dexhowardia — рід грибів. Назва вперше опублікована 1970 року.

## Класифікація
До роду Dexhowardia відносять 1 вид:
- Dexhowardia tetraspora